# Claude Mollet

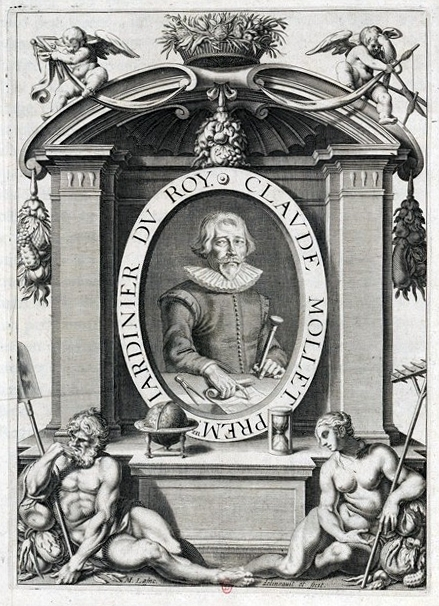
Porträt von Mollet

Claude Mollet (* um 1563; † um 1649 in Paris) war ein französischer Gärtner, Gartenarchitekt und Gartenintendant. Er führte Gestaltungselemente der italienischen Gartenkunst in Frankreich ein und gilt als einer der ersten Schöpfer reich ornamentierter Gartenparterres. Er verfasste eine umfangreiche Schrift zur Gartengestaltung, die nach seinem Tod auch als Buch erschien. Claude Mollet ist der Sohn von Jacques Mollet († um 1608).

## Leben als Gartengestalter
Über Claude Mollets Kindheit ist nichts bekannt. Er lernte von seinem Vater das Gärtnerhandwerk in Anet, Eure-et-Loir. Nach 1582 wurde er in die Dienste des Königs Henri IV gerufen, für den er, gemeinsam mit Étienne Du Pérac arbeitete. Nach der Zerstörung der Tuilerien durch Soldaten gestaltete er ab 1593 deren Gartenparterres neu. Sein ältester Sohn, Claude, arbeitete dabei mit ihm zusammen. Ihre Entwürfe und Schöpfungen leiteten eine Erneuerung der französischen Gartenkunst am Ende der Renaissance ein.
Ab 1595 gestaltete er die Gärten des Neuen Schlosses in Saint-Germain nach einem Entwurf von Du Pérac. Ebenso arbeitete er in den Gärten von Schloss Fontainebleau und Schloss Montceaux.

## Weitere Verdienste
Claude Mollet war Hauptgärtner und Gartenintendant (premier jardinier du Roi) unter drei Königen, Henry IV, Louis XIII und Louis XIV. Er führte nicht nur die Ideen italienischer Gartenkunst in Frankreich ein, sondern bereitete mit seinen symmetrischen, auf das Schloss als Zentrum ausgerichteten Gartenparterres den französischen Barockgarten vor. Die Vielfalt der von ihm erfundenen Ornamente ließ einen zeitgenössisch neuen, prachtvollen Gartenschmuck entstehen, der die Architektur der Schlossgebäude wirkungsvoll steigerte.
Auch die Einführung zahlreicher aus Italien stammender Baumarten und Gebüsche sind sein Verdienst. Er erkannte die Bedeutung des Wettergeschehens und verknüpfte meteorologische Erkenntnisse mit seinen Anweisungen für Gartenarbeiten. Er fasste seine Erfahrungen und Vorstellungen in einer umfassenden Schrift zusammen, die von seinen Söhnen André und Noël nach dem Tod ihres Vaters als Buch herausgegeben wurde. Viele von Claude Mollets Erkenntnissen haben bis heute Gültigkeit.

## Nachkommen
Claude Mollet hatte vier Söhne: Claude (d. J.), André, Jacques (d. J.) und Noël. Er bildete alle zu Gärtnern aus; Claude arbeitete unter Jacques Boyceau de la Barauderie, André wurde der wohl erfolgreichste und war unter anderem für den schwedischen Hof tätig.

## Veröffentlichungen
- Théâtre des Plans et Jardinages, contenant des secrets et inventions incognus à tous ceux qui jusqu'à présent […]. (Mit 22 Tafeln). Paris 1652 (weitere Ausgabe 1660, 1676).